# Balatonfured
Balatonfured (mađarski Balatonfüred) je turistički grad u Mađarskoj. Nalazi se na sjeveru Blatnog jezera i prema podatcima iz 2008. godine ima 13.000 stanovnika. Grad posjećuje godišnje 50.000 posjetitelja.

## Gradovi prijatelji
- Kovasna
- Germering
- Opatija
- Arpino
- Castricum
- Kouvola

## Vanjske poveznce
- Webstranica grada